# Allamanda martii
Allamanda martii är en oleanderväxtart som beskrevs av Müll. Arg.. Allamanda martii ingår i släktet Allamanda och familjen oleanderväxter. Inga underarter finns listade i Catalogue of Life.